# Атанасије Антонијевић
Атанасије Антонијевић протојереј буковички (око 1734-1804) познат по томе што је благословио Карађорђа и устанике у Орашцу 1804. године.

## Биографија
Атанасије Антонијевић син Антонија Поповића, рођен је у Буковику под Букуљом. Прво образовање је стекао код стрица, свештеника буковичког, Јефтимија, а затим одлази у Београд где је изучио абаџијски занат. У Београду је научио турски и грчки, што ће устаницима бити од велике користи. После изненадне смрти стрица Јефтимија, Атанасије је рукоположен у чин јереја и постављен на његово место, а убзо и у чин протојереја. Атанасије је имао брата Арсенија који је био трговац у Земуну и још браће, као и сестру чији син је био Василије Стефановић Сараманда, који се истакао у Првом српском устанку.

## Учешће у Устанку
Захваљујући знању грчког језика био је у добрим односима са грчким владикама у Србији, а захваљујући знању турског сазнао је да је у "сечи кнезова" планирано погубљење Карађорђа. О томе га је обавестио на време и тако му спасао живот. Одржавао је стално контакт са њиме и подстицао га на подизање Устанка. Први устаници ће се окупити на свадби сина Стевана Томића у Орашцу, крајем 1803. године. Том приликом је прота Атанасије у Марићевића јарузи заклео заверенике да неће одати тајну свог договора: "Браћо, ево већ толике стотине година прођоше откако се сва наша слава закопа у гроб на Косову. Од онда се наши ножеви, сабље и пушке завлаче у кладе. Свети божји олтари, који су наших царева и краљева красили Србију као цвеће, данас су штале за турске коње. Образ наших жена, сестара и кћери гази се ногама као да смо сви право робље. Браћо, земља стење а небо над нама плаче гледајући наше муке. Него, браћо, у име Створитеља Бога и Спаситеља нашега, да устанемо на оружје! Бог ће нам помоћи, а и цар ће то одобрити, јер ове крвопије и њему о глави раде!"
Када је почео Устанак, прота Атанасије је заклео народне вође на међусобну слогу и верност Карађорђу. Иако стар, прота Атанасије учествује у првој бици са Турцима у Дрлупи. Једном групом устаника командује Карађорђе, другом прота. Пред саму битку прота се овако обратио устаницима: "Браћо, ево дође и то да се побијемо с Турцима. Немојте, браћо, ниједан узмакнути, нити се поплашити. Бог је с нама, па кога се другога имамо бојати? Него треба опет да се закунете да ћете сложно ударити и да нећете издати". "Да се закунемо", гракну сав народ.